# Дурово (Гагаринский район)
Дурово — деревня в Гагаринском районе Смоленской области России. Входит в состав Акатовского сельского поселения. По состоянию на 2007 год постоянного населения не имеет. 
Расположена в северо-восточной части области в 20 км к северо-востоку от Гагарина, в 15 км севернее автодороги М1 «Беларусь», на берегу реки Москва. В 10 км южнее деревни расположена железнодорожная станция Батюшково на линии Москва — Минск. 

## История
В годы Великой Отечественной войны деревня была оккупирована гитлеровскими войсками в октябре 1941 года, освобождена в марте 1943 года. 